# Ben Marshall
Pour les articles homonymes, voir Marshall.
Ben Marshall est un footballeur anglais, né le 29 mars 1991 à Salford en Angleterre. Il joue au poste de milieu de terrain à Stoneclough FC.

## Carrière
Le 31 janvier 2017, il rejoint Wolverhampton Wanderers.
Le 31 janvier 2018, il est prêté à Millwall.
Le 30 juin 2018, il s'engage avec Norwich pour quatre saisons, mais il ne s'impose pas dans l'équipe, et le 16 janvier 2019, il est prêté à Millwall.

## Palmarès
- Carlisle United
- Vainqueur du Football League Trophy en 2011